# ヴィーナスと三美神に武器を取り上げられるマルス
『ヴィーナスと三美神に武器を取り上げられるマルス』（ヴィーナスとさんびしんにぶきをとりあげられるマルス、仏: Mars est désarmé par Vénus et les Trois Grâces, 英: Mars Disarmed by Venus and the Three Graces）は、フランスの新古典主義の巨匠ジャック＝ルイ・ダヴィッドが1824年に制作した神話画である。油彩。1822年、73歳であったダヴィッドはブリュッセルでの亡命中にこの作品に着手し、3年後に完成させたが、1825年に事故で死去した。この作品でダヴィッドは理想化と写実主義の要素を組み合わせており、具体的には神話画の理想化された形式と細部に対する写実主義的な配慮を融合させた。この一見相容れない2つの原則の組み合わせは、絵画のテーマ、特に注目すべきことに男性らしさと女性らしさの扱いにおいて重要な役割を果たしている。ダヴィッドは当時ロマン主義が優勢だったパリのサロンで展示するために、ブリュッセルから絵画を送った。当初、絵画は批評家から控えめな反応を受けたが、時が経つにつれてその評判は高まった。現在はブリュッセルのベルギー王立美術館に所蔵されている。

## 作品
高さ3メートル（10フィート）を超える堂々とした作品である。絵画には愛と美の女神ヴィーナスとその従者である三美神とキューピッドが、雲上に浮かんだ神殿の前で戦争の神マルスから武器や防具を奪う様子が描かれている。マルスは戦場から帰還し、天上にあるヴィーナスの寝所を訪れている。ヴィーナスとマルスはアンティークな長椅子に座っているが、三美神らに武装を解かれたマルスはヴィーナスの魅力に屈しており、快楽への服従を象徴するバラの花冠を頭に載せようとしている。ヴィーナスとマルスの後方に描かれた三美神のうち1人はマルスの兜を掲げるような姿勢で運び、別の1人は葡萄酒を注いだ盃を離れた位置からマルスに差し出そうとし、もう1人は右手でマルスの弓と矢筒を持ち、左手で円形の大盾を転がすようにして運んでいる。キューピッドもまた弓とともに愛を掻き立てる金の矢と拒絶させる鉛の矢を雲上に並べて置き、マルスのサンダルを解いている。白い鳩のつがいは武装を解かれた裸体のマルスの下半身を隠している。鳩はヴィーナスのアトリビュートである。背景の神殿はバルメットとロータスで飾られた帯状装飾と黄金のコリント式柱頭の石柱を備えている。
ダヴィッドは絵画の細部を神話画の伝統に忠実に描いている。女性像はみな美しく、ダヴィッドがこれまで描いてきた女性の裸体画の中で最も素晴らしい作品といえる。特に色白い肌のヴィーナスは通常描かれるよりも細く、極めて繊細でしなやかな体型をしている。色彩は真珠のような透明感があり、まるで磁器の上に描かれたかのようである。身振りが慣習的である一方、舞台装置は手が込んでいる。
ダヴィッドがこの絵画でモデルにした人物のほとんどはベルギー王立歌劇場に関係する人物であった。ヴィーナスは女優のマリー・ルシュール、キューピッドはマリウス・プティパの兄で後にバレエダンサー・振付家として有名となる当時5歳のリュシアン・プティパ、三美神の1人はオラニエ公ウィレム2世の愛妾がモデルを務めた。
絵画はダヴィッドが方向性の異なる美的伝統を借用したため、明確な芸術様式を持たないことで有名である。ダヴィッドのテーマは理想主義と写実主義という様式上の対立を超え、古代人と近代人の対立をより広く反映している。美術史家フィリップ・ボルド（Philippe Bordes）はこの点を強調し、ダヴィッドは「単なる美の理想以上の過去」と「写実主義への関心以上の現在」を受け入れていたと主張している。

## 解釈

### 女性の力

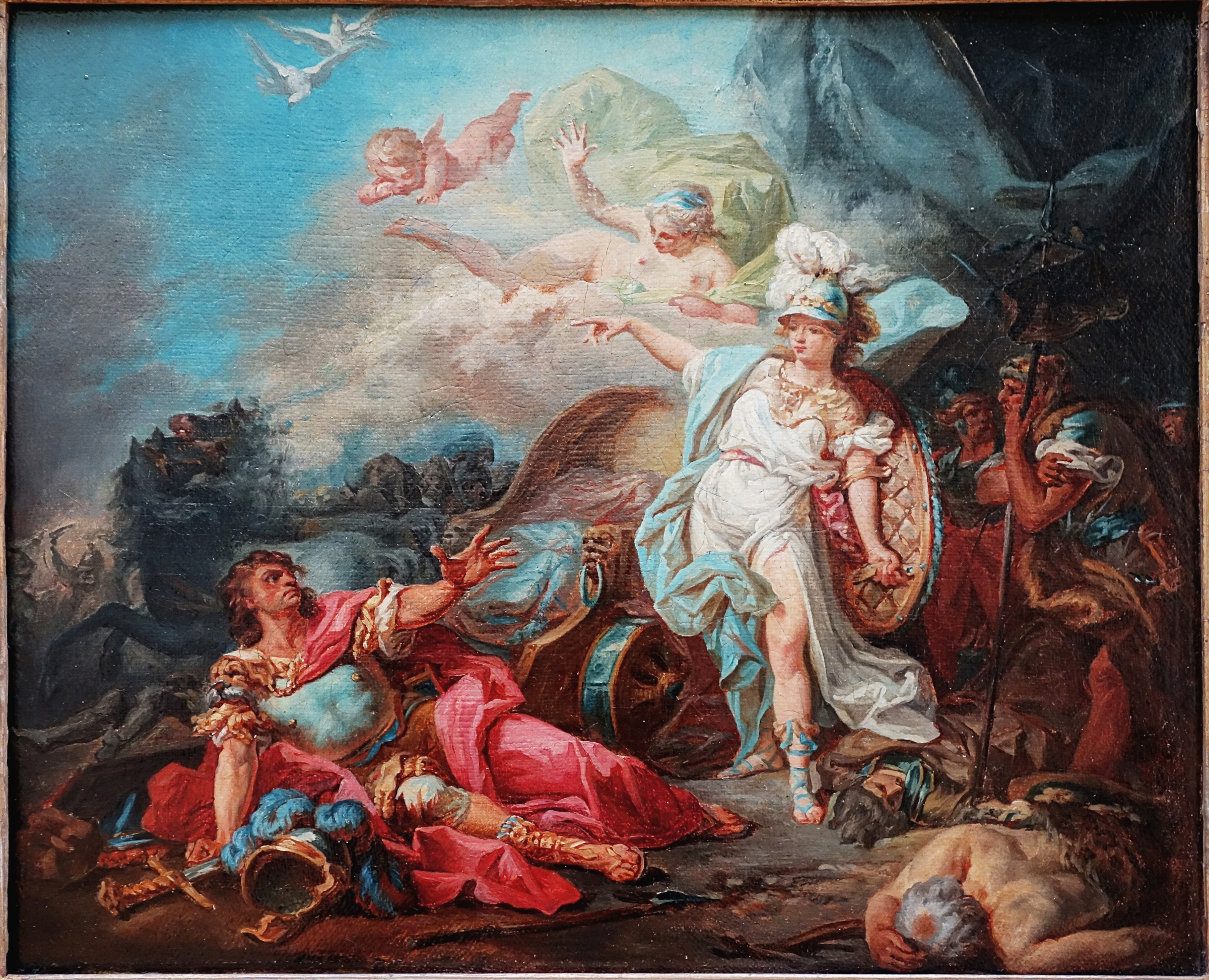
ダヴィッドの『マルスとミネルヴァの戦い』。1771年。ルーヴル美術館所蔵。

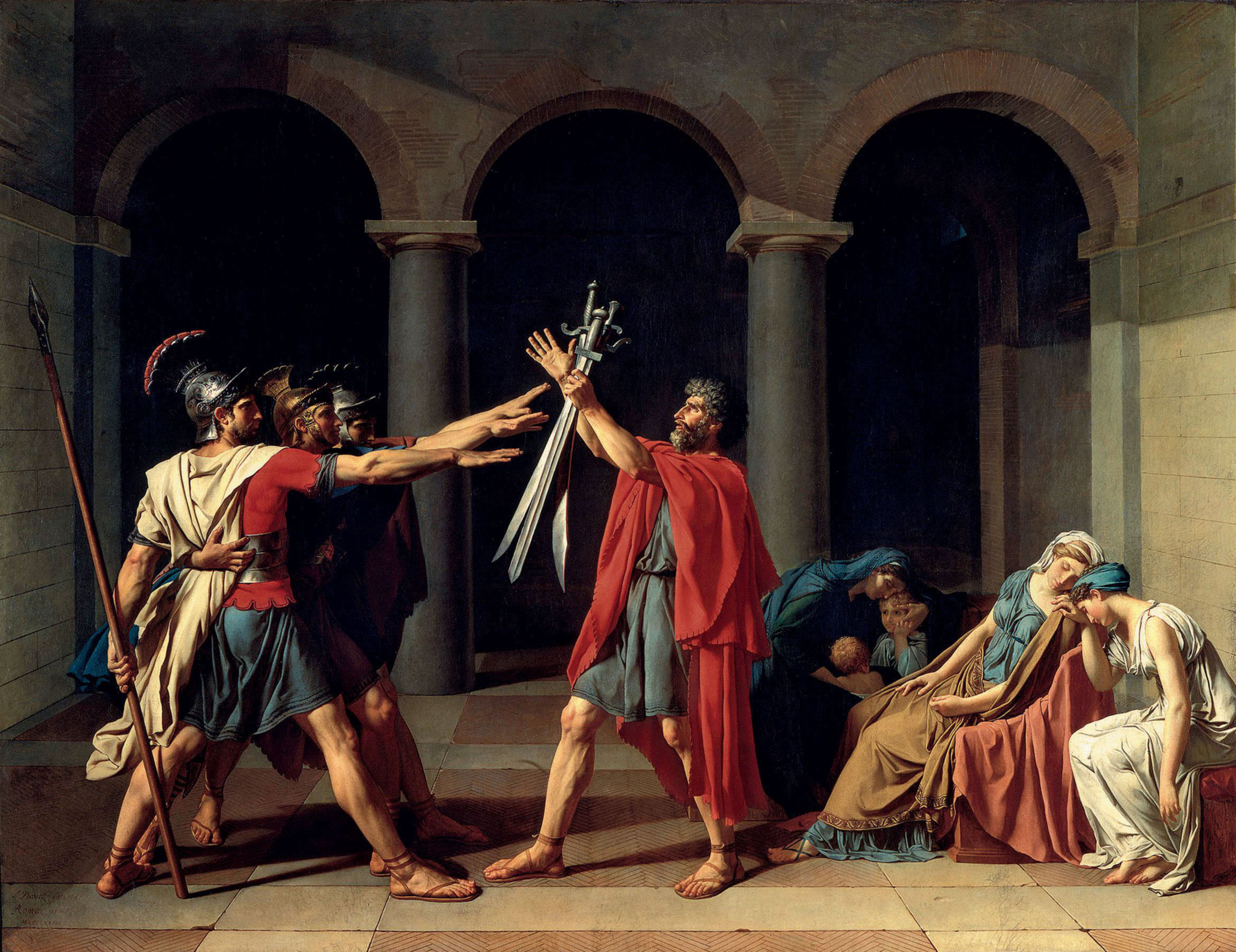
同じく『ホラティウス兄弟の誓い』。1784年から1785年。ルーヴル美術館所蔵。

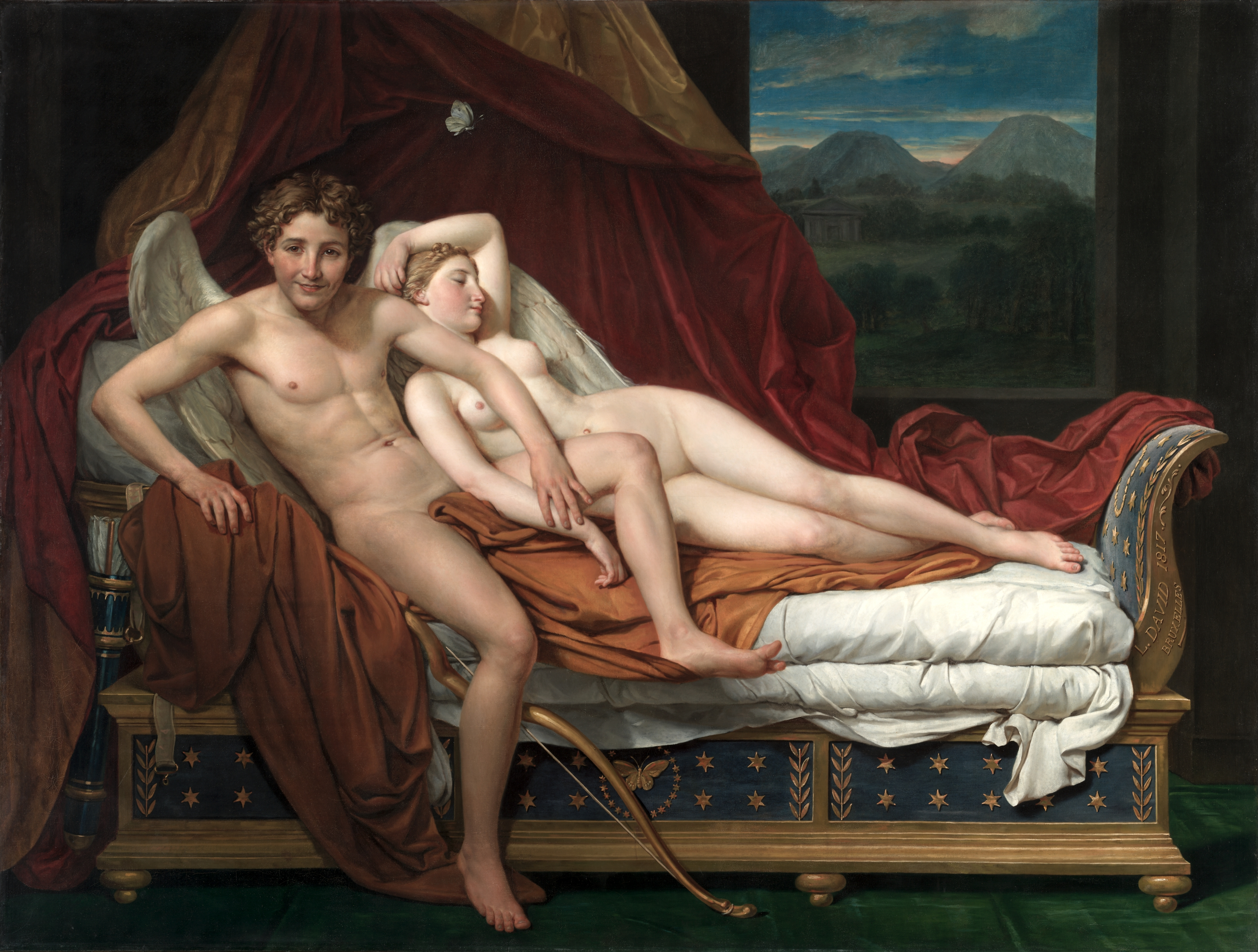
同じく『キューピッドとプシュケ』。1817年。クリーブランド美術館所蔵。

美術史家は本作品におけるヴィーナスとマルスの扱いを、女性らしさが最終的に男性らしさを征服することを示す、より広範なジェンダーの解説と見なすことがある。愛と美の女神ヴィーナスはここでは女性らしさ、感情、喜びと同等視されている。戦争の神であるマルスは強さと決意という男性的な理想を表す。この解釈によれば、ヴィーナスの勝利は強さと決意を克服する感情と喜びの能力を示している。ダヴィッドは以前『マルスとミネルヴァの戦い』（Le combat de Minerve contre Mars）や『アンティオコスとストラトニケ』（Erasistrate découvrant la cause de la maladie d'Antiochus）などの初期の作品で関連するテーマを探求していた。この点で、『ヴィーナスと三美神に武器を取り上げられるマルス』は『ホラティウス兄弟の誓い』（Le Serment des Horaces）などの中期の作品を特徴づけていた男性的な英雄主義を強調した作風から逸脱し、ダヴィッドにとっての原点回帰を表している。

### 神話の再発明
本作品は神話画を定義した伝統の再発明と見なされることがある。ダヴィッドは比較的理想化の少ない神話上の人物を描くという点で神話画の慣習から逸脱している。ダヴィッドは幻想的な要素と写実主義の美学を組み合わせた『キューピッドとプシュケ』（Cupidon et Psyché）でも同様の目的を追求していた。それでもなお『ヴィーナスと三美神に武器を取り上げられるマルス』には特に三美神などの誇張されたポーズなど理想化された要素が含まれている。

### 政治的声明
技法の点ではこの絵画は理想主義と写実主義を組み合わせたものと言えるが、美術史家はこの様式的な対立をジェンダーと政治のテーマに関連していると見なすことがある。ダヴィッドはここで政府に奉仕することが多い男性の美徳を典型的に称賛する新古典主義から逸脱した。ヴィーナスがマルスを征服するという表現は国家が好む美学、そしてダヴィッドがかつて受け入れていた美学から逸脱している点で、政治的な側面を帯びている。美術史家サティシュ・パディヤール（Satish Padiyar）は、ダヴィッドはマルスとヴィーナスの像を通して「かつて権威のあった言語を引き離し、粉砕し、無力化する」と主張している。

## 当時の反応
完成した絵画はその年のうちにブリュッセル、続いてパリで公開され、最初の1か月だけで約1万人に達する人々が絵画を見るために訪れた。ダヴィッドのかつての弟子たちもみな感嘆した。またこの展示によって1万3000フランの収益があった。当初、この絵画は批評家たちからほとんどコメントされなかったが、それはおそらくダヴィッドが政治的亡命者だったためであろう。この絵画について論じた批評家は絵画の技術的側面に焦点を当て、その政治的意義についてはあまり語らなかった。批評家たちはダヴィッドの亡命者という立場について論じることには特に慎重だったが、主題について彼らが口を閉ざしていたことはそれにもっと注目が集まっていた可能性がある。 

## 来歴
ダヴィッドの死後、絵画は1826年と1835年に競売にかけられたが、相応の値が付かなかった。そのため絵画はブリュッセルに亡命した画家の一族に相続されていたが、1893年にダヴィッドがブリュッセルで受けた友好的な歓迎を記念し、画家の孫によってベルギー王立美術館に遺贈された。